# Calendrier géorgien
Le calendrier géorgien (géorgien : ქართული კალენდარი) est le calendrier ancien ou moderne de la Géorgie.
Bien que de nos jours ce soit le calendrier grégorien qui est désormais utilisé en Géorgie, les anciens noms correspondants aux mois sont toujours utilisés.

## Anciens noms des mois
| Mois      | nom géorgien         | Translitération          | Signification            | Références |
| --------- | -------------------- | ------------------------ | ------------------------ | ---------- |
| Janvier   | აპნისი               | Ap'nisi                  | Mois des Eaux            | [ 1 ]      |
| Février   | სურწყუნისი           | Surts'q'unisi            | Mois des Eaux Divines    |            |
| Mars      | მირკანი              | Mirk'ani                 | Mois de Mithra           |            |
| Avril     | იგრიკა               | Igrik'a                  | Mois du Soleil           |            |
| Mai       | ვარდობისთვე          | Vardobistve              | Mois des roses           |            |
| Juin      | თიბათვე              | Tibatve                  | Mois de la tonte         | [ 1 ]      |
| Juillet   | მკათათვე             | Mk'atatve                | Mois de la moisson       | [ 1 ]      |
| Août      | მარიამობისთვე        | Mariamobistve            | Mois de la Vierge Marie  |            |
| Septembre | ახალწლისა ენკენისთვე | Akhalts'lisa Enk'enistve | Mois du Nouvel An        | [ 1 ]      |
| Octobre   | ღვინობისთვე          | Ghvinobistve             | Mois du vin              |            |
| Novembre  | გიორგობისთვე         | Giorgobistve             | Mois de la Saint-Georges |            |
| Décembre  | ქრისტეშობისთვე       | Krist'eshobistve         | Mois de Noël             |            |

## Noms modernes des mois
| Mois      | nom géorgien | Translitération | Références |
| --------- | ------------ | --------------- | ---------- |
| Janvier   | იანვარი      | Ianvari         |            |
| Février   | თებერვალი    | Tebervali       |            |
| Mars      | მარტი        | Mart'i          |            |
| Avril     | აპრილი       | Avril           |            |
| Mai       | მაისი        | Maisi           |            |
| Juin      | ივნისი       | Ivnisi          |            |
| Juillet   | ივლისი       | Ivlisi          |            |
| Août      | აგვისტო      | Agvist'o        |            |
| Septembre | სექტემბერი   | Sekt'emberi     |            |
| Octobre   | ოქტომბერი    | Octobre         |            |
| Novembre  | ნოემბერი     | Noemberi        |            |
| Décembre  | დეკემბერი    | Dek'emberi      | [ 1 ]      |